# Malaisie aux Jeux olympiques d'été de 2008

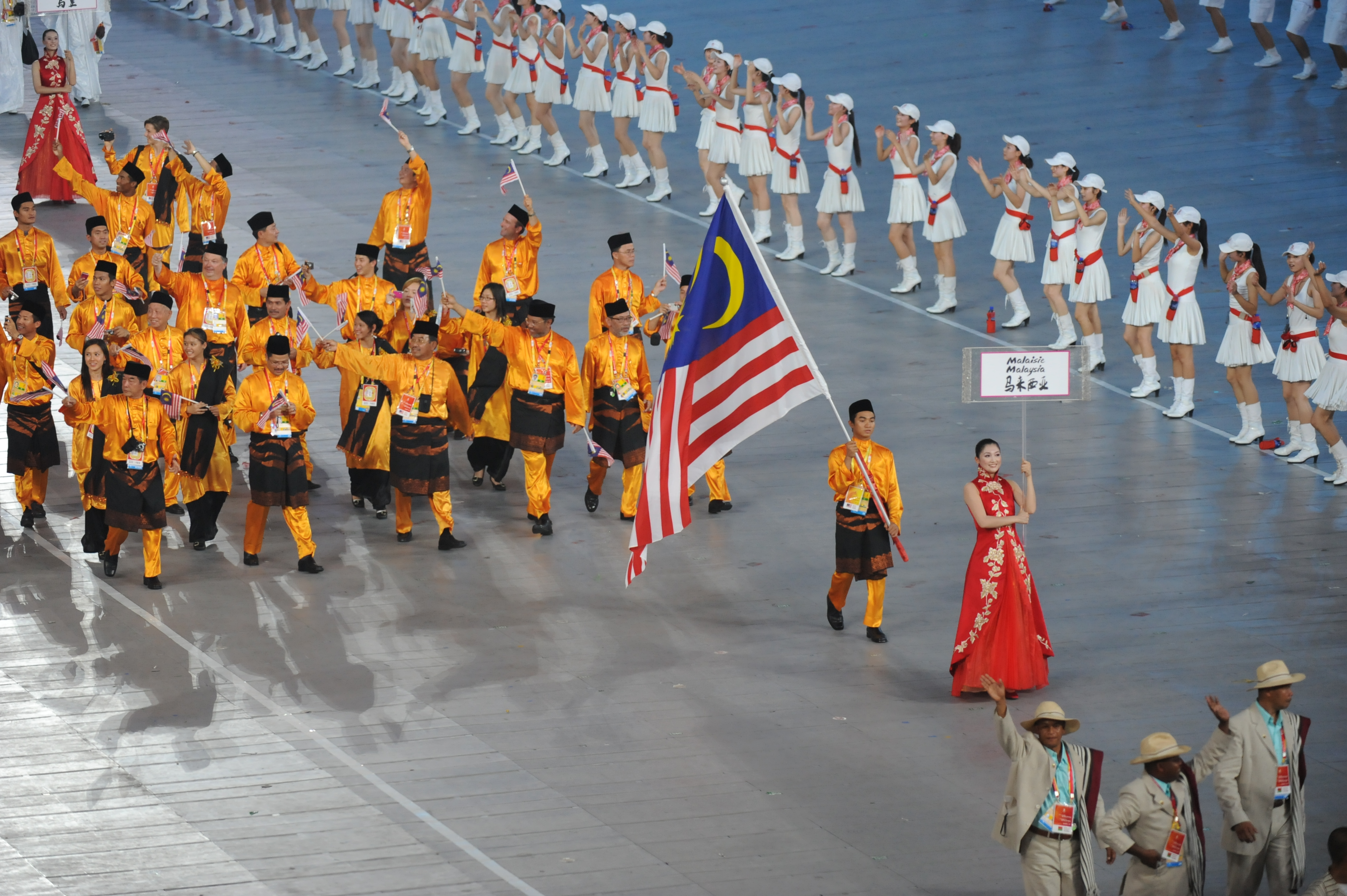
Jeux olympiques d'été 2008 - Cérémonie d'ouverture - Malaisie

La Malaisie participe aux Jeux olympiques d'été de 2008 à Pékin.

## Liste des médaillés malais

### Médailles d'or
| Sport              | Discipline | Sportifs | Performance |
| Médailles d'or : 0 |            |          |             |

### Médailles d'argent
| Sport                  | Discipline | Sportifs      | Performance                                  |
| Médailles d'argent : 1 |            |               |                                              |
| Badminton              | Simple (H) | Chong Wei Lee | Malaisie 12 - 21 Chine Malaisie 8 - 21 Chine |

### Médailles de bronze
| Sport                   | Discipline | Sportifs | Performance |
| Médailles de bronze : 0 |            |          |             |

## Athlètes malais engagés[1]

### Athlétisme
| Hommes - Saut en hauteur : - Hup Wei Lee | Femmes - Saut à la perche : - Roslinda Samsu - 20 km marche : - Yu Fang Yuan |

#### Hommes
| Épreuve         | Athlète     | Séries   | Séries | Quarts de finale | Quarts de finale | Demi-finales | Demi-finales | Finale   | Finale |
| Épreuve         | Athlète     | Résultat | Rang   | Résultat         | Rang             | Résultat     | Rang         | Résultat | Rang   |
| --------------- | ----------- | -------- | ------ | ---------------- | ---------------- | ------------ | ------------ | -------- | ------ |
| Saut en hauteur | Lee Hup Wei | 2,20m    | 16e    | -                | -                | -            | -            | -        | -      |

#### Femmes
| Epreuve          | Athlète        | Séries   | Séries | Quarts de finale | Quarts de finale | Demi-finales | Demi-finales | Finale   | Finale |
| Epreuve          | Athlète        | Résultat | Rang   | Résultat         | Rang             | Résultat     | Rang         | Résultat | Rang   |
| ---------------- | -------------- | -------- | ------ | ---------------- | ---------------- | ------------ | ------------ | -------- | ------ |
| 20 km marche     | Yu Fang Yuan   | NC       | NC     | NC               | NC               | NC           | NC           | DNF      | /      |
| Saut à la perche | Roslinda Samsu | 4,30m    | 8e     | -                | -                | -            | -            | -        | -      |

### Badminton
| Hommes - Simple : - Chong Wei Lee - Choong Hann Wong - Double : - Boon Heong Tan et Kien Koo - Tan Fook Choong et Wan Lee | Femmes - Simple : - Maw Cho Wong - Double : - Eei Hui Chin et Pei Tty Wong |

| Épreuve | Athlète          | 32éme de Finale | 16éme de Finale           | Huitième de Finale                    | Quarts de finale                  | Demi-finales                       | Finale                    |
| Épreuve | Athlète          | Résultat        | Résultat                  | Résultat                              | Résultat                          | Résultat                           | Résultat                  |
| ------- | ---------------- | --------------- | ------------------------- | ------------------------------------- | --------------------------------- | ---------------------------------- | ------------------------- |
| Simple  | Wong Choong Hann | NC              | Hidayat 2-0 (21/19-21/16) | Hsieh Yu-Hsing1-2 (21/14-17/21-18/21) | -                                 | -                                  | -                         |
| Simple  | Lee Chong Wei    | NC              | Susilo 2-0 (21/13-21/14)  | Kęstutis Navickas 2-0 (21/5-21/7)     | Sony Dwi Kuncoro 2-0 (21/9-21/11) | Lee Hyunil 2-1 (21/18-13/21-21/13) | Lin Dan 2-0 (12/21-11/21) |
| Double  | Koo Kien Keat    | NC              | NC                        | Ikeda/Sakamoto 2-0 (21/12-21/16)      | Kido/Setiawan 0-2 (16/21-18/21)   | -                                  | -                         |
| Double  | Tan Boon Heong   | NC              | NC                        | Ikeda/Sakamoto 2-0 (21/12-21/16)      | Kido/Setiawan 0-2 (16/21-18/21)   | -                                  | -                         |
| Double  | Choong Tan Fook  | NC              | NC                        | Lee/Hwang 1-2 (22/20-13/21-16/21)     | -                                 | -                                  | -                         |
| Double  | Wan Wah Lee      | NC              | NC                        | Lee/Hwang 1-2 (22/20-13/21-16/21)     | -                                 | -                                  | -                         |

### Cyclisme

#### Piste
Hommes
- Vitesse individuelle :
  - Azizulhasni Awang
- Keirin :
  - Azizulhasni Awang
  - Josiah Ng
- Vitesse par équipes :
  - Azizulhasni Awang, Josiah Ng et Mohd Rizal Tisin

| Athlète           | Compétition | 1er round | Repêchage | Demi-Finales | Finale B |
| Athlète           | Compétition | Rang      | Rang      | Rang         | Rang     |
| ----------------- | ----------- | --------- | --------- | ------------ | -------- |
| Azizulhasni Awang | Keirin      | 1er       | NC        | 4e           | 9e       |
| Josiah Ng         | Keirin      | 2e        | NC        | 4e           | 10e      |

| Athlète           | Compétition                    | Qualification        | Qualification | 1/16 de finale (Repêchage)      | 1/8 de finale (Repêchage)       | Quart de finale                 | Finale |
| Athlète           | Compétition                    | Temps Vitesse (km/h) | Rang          | Adversaire Temps Vitesse (km/h) | Adversaire Temps Vitesse (km/h) | Adversaire Temps Vitesse (km/h) | Rang   |
| ----------------- | ------------------------------ | -------------------- | ------------- | ------------------------------- | ------------------------------- | ------------------------------- | ------ |
| Azizulhasni Awang | Vitesse individuelle masculine | 10 s 272             | 7e            | Bayley Défaite                  | Kenny Défaite                   | Hoy Défaite                     | -      |

| Athlète           | Compétition         | Qualification        | Qualification | Demi-finale                     | Finale                          | Finale |
| Athlète           | Compétition         | Temps Vitesse (km/h) | Rang          | Adversaire Temps Vitesse (km/h) | Adversaire Temps Vitesse (km/h) | Rang   |
| ----------------- | ------------------- | -------------------- | ------------- | ------------------------------- | ------------------------------- | ------ |
| Azizulhasni Awang | Vitesse par équipes | 44 s 752             | 7e            | France Défaite 44 s 822         | -                               | -      |
| Josiah Ng         | Vitesse par équipes | 44 s 752             | 7e            | France Défaite 44 s 822         | -                               | -      |
| Mohd Rizal Tisin  | Vitesse par équipes | 44 s 752             | 7e            | France Défaite 44 s 822         | -                               | -      |

### Haltérophilie
Hommes
- 56 kg :
  - Amirul Hamizan Ibrahim

### Natation
| Hommes - 200 m nage libre : - Daniel Bego - 100 m papillon : - Daniel Bego - 200 m papillon : - Daniel Bego | Femmes - 50 m nage libre : - Chii Lin Leung - 400 m nage libre : - Cai Lin Khoo - 800 m nage libre : - Cai Lin Khoo - 200 m brasse : - Yi Ting Siow - 200 m 4 nages individuel : - Yi Ting Siow - 400 m 4 nages individuel : - Yih Wey Lew |

### Plongeon
| Hommes - Haut-vol 10 m : - Bryan Nickson Lomas | Femmes - Tremplin 3 m : - Elizabeth Jimie - Mun Yee Leong - Haut-vol 10 m : - Pandelela Rinong Pamg |

### Taekwondo
Femmes
- -59 kg :
  - Teo Elaine
- +67 kg :
  - Chew Chan Che

### Tir
Hommes
- 25 m pistolet feu rapide :
  - Hasli Izman Amir Hasan

### Voile
Hommes
- Laser :
  - Leong Keat Kevin Lim